# للشعب
 للشعب (بالإنجليزية: For the People)‏ هي مسلسل درامي أميركي قانوني تم بثه هيئة الإذاعة الأمريكية منذ 13 آذار 2018.

## روابط خارجية
- للشعب على موقع IMDb (الإنجليزية)
- للشعب على موقع ميتاكريتيك (الإنجليزية)
- للشعب على موقع روتن توميتوز (الإنجليزية)
- للشعب على موقع كينوبويسك (الروسية)
- للشعب على موقع ألو سيني (الفرنسية)
- للشعب على موقع قاعدة بيانات الفيلم (الإنجليزية)